# 清水河大桥 (贵瓮高速)
贵瓮高速清水河大桥是中华人民共和国贵州省的一座悬索桥，跨越乌江的支流清水河，桥面高度为406米（1,332英尺），是世界桥面高度第四高的桥梁 ，也是贵州跨度最大的悬索桥，主跨为1,130米（3,710英尺）。
悬索桥的两座桥塔分别高230米（750英尺）和224米（735英尺）。
清水河大桥属于贵瓮高速公路的一部分（国高网归入G69银百高速），于2015年12月31日通车，大桥的通车使得贵阳到翁安县之间的距离从160公里下降到38公里。

## 相關事項條目
- 世界最高橋樑列表 (橋面高度)
- 世界懸索橋列表
- 世界最高橋樑列表
- 中國最高橋樑列表